# FIA ecoRally Cup 2025
La FIA ecoRally Cup 2025 è la stagione 2025 del Campionato del mondo di rally per veicoli ad alimentazione elettrica organizzato dalla Federazione Internazionale dell'Automobile e sviluppato in gare di regolarità e minor consumo. Prevede lo svolgimento di quattordici gare di regolarità in dodici paesi.

## Calendario e risultati
| Data                       | Gara                                     | 1º posto                                          | 2º posto                                             | 3º posto                                                        |
| -------------------------- | ---------------------------------------- | ------------------------------------------------- | ---------------------------------------------------- | --------------------------------------------------------------- |
| 21-25 gennaio 2025         | Östersund Winter Eco Rally               | annullato                                         | annullato                                            | annullato                                                       |
| 27 febbraio - 2 marzo 2025 | Eco Rallye de la Comunitat Valenciana    | Guido Guerrini (pilota) Artur Prusak (co-pilota)  | Michal Žďárský (pilota) Jakub Nábělek (co-pilota)    | Eneko Conde Pujana (pilota) Lukas Sergnese Bermúdez (co-pilota) |
| 27 febbraio - 2 marzo 2025 | Eco Rallye de la Comunitat Valenciana    | Kia eNiro                                         | Hyundai Kona                                         | Kia EV6                                                         |
| 14-16 marzo 2025           | Czech New Energies Rallye                | Michal Žďárský (pilota) Jakub Nábělek (co-pilota) | Guido Guerrini (pilota) Artur Prusak (co-pilota)     | Bernard Heine (pilota) Valérie Piette (co-pilota)               |
| 14-16 marzo 2025           | Czech New Energies Rallye                | Hyundai Kona                                      | Kia eNiro                                            | Volkswagen ID.7                                                 |
| 28-30 marzo 2025           | Oeiras Eco Rally Portugal                | Guido Guerrini (pilota) Artur Prusak (co-pilota)  | Carlos Silva (pilota) Sancho Ramalho (co-pilota)     | Pedro Morais (pilota) Silvia Coutinho (co-pilota)               |
| 28-30 marzo 2025           | Oeiras Eco Rally Portugal                | Kia eNiro                                         | BMW i3                                               | Hyundai Ioniq 5                                                 |
| 11-12 aprile 2025          | Mahle Eco Rally                          | Michal Žďárský (pilota) Jakub Nábělek (co-pilota) | Franko Špacapan (pilota) Sebastjan Kobal (co-pilota) | Guido Guerrini (pilota) Artur Prusak (co-pilota)                |
| 11-12 aprile 2025          | Mahle Eco Rally                          | Hyundai Kona                                      | Hyundai Kona                                         | Kia eNiro                                                       |
| 22-24 maggio 2025          | e-Rallye Ardenne Roads                   | Guido Guerrini (pilota) Artur Prusak (co-pilota)  | Carlos Silva (pilota) Sancho Ramalho (co-pilota)     | Bernard Heine (pilota) Valérie Piette (co-pilota)               |
| 22-24 maggio 2025          | e-Rallye Ardenne Roads                   | Kia eNiro                                         | BMW i3                                               | Volkswagen ID.7                                                 |
| 6-7 giugno 2025            | EcoRally Iceland                         |                                                   |                                                      |                                                                 |
| 6-7 giugno 2025            | EcoRally Iceland                         |                                                   |                                                      |                                                                 |
| 26-27 luglio 2025          | EcoRally Scotland                        |                                                   |                                                      |                                                                 |
| 26-27 luglio 2025          | EcoRally Scotland                        |                                                   |                                                      |                                                                 |
| 28-31 agosto 2025          | E-Rallye du Chablais                     |                                                   |                                                      |                                                                 |
| 28-31 agosto 2025          | E-Rallye du Chablais                     |                                                   |                                                      |                                                                 |
| 19-21 settembre 2025       | Eco Rallye A Coruña                      |                                                   |                                                      |                                                                 |
| 19-21 settembre 2025       | Eco Rallye A Coruña                      |                                                   |                                                      |                                                                 |
| 23-28 settembre 2025       | Greater Huangshan International Ecorally |                                                   |                                                      |                                                                 |
| 23-28 settembre 2025       | Greater Huangshan International Ecorally |                                                   |                                                      |                                                                 |
| 3-5 ottobre 2025           | Eco Rally Madeira                        |                                                   |                                                      |                                                                 |
| 3-5 ottobre 2025           | Eco Rally Madeira                        |                                                   |                                                      |                                                                 |
| 15-18 ottobre 2025         | eRallye Monte Carlo                      |                                                   |                                                      |                                                                 |
| 15-18 ottobre 2025         | eRallye Monte Carlo                      |                                                   |                                                      |                                                                 |
| 7-9 novembre 2025          | EcoDolomites GT                          |                                                   |                                                      |                                                                 |
| 7-9 novembre 2025          | EcoDolomites GT                          |                                                   |                                                      |                                                                 |